# Lịch sử kinh tế học vĩ mô
Thế kỷ 19 đã bắt đầu xuất hiện những manh nha của Kinh tế học vĩ mô (KTHVM). Sự phát triển, thăng trầm của đời sống thương mại đã được một số tác giả ghi lại, trong đó có cả Karl Marx. Tuy nhiên những ghi chép đúc rút này khó có thể coi là đã đạt đến một mức độ cao của một lý thuyết cũng như chưa có vai trò cơ sở cho lý thuyết kinh tế sau này.
Kinh tế học tiền tệ (Monetory Economics) là một trong những phân nhánh phát triển sớm nhất của KTHVM. Một số ý tưởng mang tính lý thuyết được hình thành, bao gồm lý thuyết số lượng tiền tệ (cung tiền tăng sẽ làm tăng tỷ lệ tương ứng giá hàng hóa). Ứng dụng thực tiễn của kinh tế học tiền tệ là lựa chọn giữa chế độ bản vị vàng, bạc hay song hành.
Ba thập kỷ đầu của thế kỷ 20 chứng kiến sự phát triển quan trọng của nghiên cứu về biến động kinh tế, giải thích về "chu kỳ kinh tế" (business cycle)).
Có nhiều trường phái hình thành trong thời kỳ này. Trường phái Kinh tế Áo cho rằng chu kỳ kinh tế là không tránh khỏi, và tốt nhất là nhà nước không nên can thiệp. Trong khi đó một số học giả khác cho rằng chính sách ổn định là cần thiết, nhưng không thống nhất về biện pháp. Một số cái tên đáng chú ý như Arthur Pigou, Dennis Robertson, Ralph Hawtrey.

## Kinh tế học Keynes
Cuộc Đại khủng hoảng (Great Depression) làm thay đổi hẳn cục diện kinh tế học, chuyển hướng kinh tế học sang nghiên cứu làm thế nào để kinh tế thoát khỏi khủng hoảng và vai trò của chính phủ. Cuốn sách Lý thuyết tổng quát về việc làm, lãi suất và tiền tệ của John Maynard Keynes có ảnh hưởng thực sự tới KTHVM. Keynes đưa ra Lý thuyết kinh tế học suy thoái, khẳng định rằng kinh tế thị trường không thể tự phục hồi từ suy thoái và cần thiết phải có chi tiêu công để kích thích nhu cầu. Nhiều chủ đề quan trọng của cuốn sách thực ra đã có từ trước, nhưng Keynes là người tổng hợp xuyên suốt các chủ đề này.
Keynes cũng là người đưa ra hướng nghiên cứu kinh tế mới:(simultaneous determination) xác định đồng thời các biến số (lao động, thu nhập, lãi suất, và giá) cùng một lúc theo thời gian, thay vì tách rời như trước. Từ đây các nhà kinh tế học bắt đầu sử dụng các mô hình động tổng quan.
Keynes cũng nhấn mạnh tới tính ỳ của lương và giá cả (thay vì biến động tức thời như lý thuyết cổ điển). Keynes nhấn mạnh vai trò của Nhà nước trong quản lý kinh tế.
Cuối cùng, Kinh tế học Keynes đã tạo cơ sở cho các mô hình kinh tế lượng đẳng thức đồng thời (simultaneous-equation econometric models)sau này phát triển sâu rộng.
Sự phát triển Kinh tế học Keynes chính là trung tâm của sự phát triển của Kinh tế học Vĩ mô trong giai đoạn giữa thế kỷ. Nó cũng là thủy tổ của Lý thuyết Cân bằng tổng quan (general-equilibrium) sau này (mà xuất phát từ hai cuốn: Value and Capital của John R. Hicks và Foundations of EconomicAnalysis của Paul A. Samuelson).

## Tổng hợp Tân cổ điển
Sự ra đời của Lý thuyết Keynes đã tạo ra sự bùng nổ của KTHVM sau Đại chiến thế giới II, đưa KTHVM trở thành một trong hai nhánh quan trọng của kinh tế học, bên cạnh Kinh tế Vi mô (vốn phát triển trước đó từ thếkỷ 19). Tuy nhiên, nó đã tạo ra một ranh giới và khoảng cách ngày càng rộng giữa KTHVM và Kinh tế học Vi mô. Đến những thập niên 1960, khi Kinh tế học Keynes đạt độ chín nhất của mình, thì sự cần thiết phải có cầu nối giữa KTHVM và các nhánh còn lại của kinh tế càng trở nên cấp thiết, từ đó hình thành các cơ sở vi mô (microfoundations) cho KTHVM (macroeconomics).
Nói nôm na là thị trường không thể tự vỗ bằng một bàn tay hữu hình lẫn vô hình. Chúng ta không thể chối bỏ cơ chế tự điều chỉnh của thị trường. Cả hai lý thuyết Keynes và Cân bằng cạnh tranh tổng quát đều đúng. Lý thuyết Keynes có thể giải thích các hiện tượng kinh tế trong ngắn hạn, trong khi lý thuyết cân bằng tổng quan giải thích trong dài hạn, khi giá và các yếu tố khác có thể thay đổi tự điều chỉnh đến cân bằng mới. Sự can thiệp của nhà nước có thể làm tăng tốc quá trình điều chỉnh này mà thôi.
Sự kết hợp giữa phân tích ngắn hạn của Keynes và mô hình cân bằng dài hạn Walrasian đã bắt đầu được giải quyết có hệ thống từ những nghiên cứu của Don Patinkin trong những năm 1950. Đó chính là sự ra đời và phát triển của Kinh tế học Tân cổ điển.
Cốt lõi trong Tân cổ điển bao gồm sự ra đời và phát triển của Ứng xử tối đa hóa lợi ích của cá nhân được áp dụng trong các mô hình của trường phái Keynes. Ví dụ như trong các nghiên cứu của Franco Modigliani và Milton Friedman. Họ đưa ra nền móng vi mô vào mô hình vĩ mô của Keynes. Hay lý thuyết của James Tobin về nhu cầu tài sản lưu động (liquid assets).
Có thể nói việc vi mô hóa các mô hình vĩ mô của trường phái Keynes đã bổ sung vào lý thuyết Keynes, thay vì chống lại.

## Cuộc khủng hoảng 1970s và sự khủng hoảng của Kinh tế học Keynes
Lý thuyết Keynes được áp dụng rộng rãi, trở thành chân lý trong những thập kỷ sau Thế chiến, càng được khẳng định qua sự tăng trưởng thần kỳ của kinh tế trong những năm 1950 và 1960. Tất nhiên vẫn có những ý kiến phêphán (như trên phân tích) nhưng phải chờ đến những năm 1970, sự phản bác lại lý thuyết Keynes mới trở nên mạnh mẽ. Thời kỳ này lạm phát tăng cao trong khi kinh tế tăng trưởng chậm lại, trái với những gì lý thuyết Keynes khẳng định, rằng lạm phát đánh đổi cho tăng trưởng.
Lý giải cho sự thất bại trọng giải thích hiện tượng kinh tếnày là: sự đơn giản hóa quá mức các mô hình Kyenes. Keynes đã không biết được rằng lạm phát là do kích cầu quá mức. Những người ra chính sách theo chủ nghĩa Keynes lập luận rằng kích cầu không thể làm tăng lạm phát khi sản lượng vẫndưới mức tiềm năng.

## Trường phái Tiền tệ chủ nghĩa (Monetarism)
Milton Friedman, Karl Brunner, Allan Meltzer

## Lý thuyết chu kỳ kinh tế thực
Finn Kydland, Edward Prescott, Charles Plosser

## Trường phái kinh tế học vĩ mô tổng hợp
Thập kỷ 1990s trở lại đây với sự xuất hiện của Phân tích cân bằng tổng qua theo thời gian intertemporal general equilibrium analysis thay vì tĩnh (static) như trước. Đó là sự kết hợp phân tích theo dài hạn và ngắn hạn.